# Palosaari (ö i Finland, Päijänne-Tavastland, Lahtis, lat 61,19, long 26,14)
Palosaari är en ö i Finland. Den ligger i sjön Konnivesi och i kommunen Heinola i den ekonomiska regionen  Lahtis ekonomiska region  och landskapet Päijänne-Tavastland, i den södra delen av landet, 130 km nordost om huvudstaden Helsingfors. Öns area är 6,7 hektar och dess största längd är 0,6 kilometer i nord-sydlig riktning.